# Anii 440 î.Hr.
Secole: Secolul al VI-lea î.Hr. - Secolul al V-lea î.Hr. - Secolul al IV-lea î.Hr.
Decenii: Anii 490 î.Hr. Anii 480 î.Hr. Anii 470 î.Hr. Anii 460 î.Hr. Anii 450 î.Hr. - Anii 440 î.Hr. - Anii 430 î.Hr. Anii 420 î.Hr. Anii 410 î.Hr. Anii 400 î.Hr. Anii 390 î.Hr.
Anii: 449 î.Hr. | 448 î.Hr. | 447 î.Hr. | 446 î.Hr. | 445 î.Hr. | 444 î.Hr. | 443 î.Hr. | 442 î.Hr. | 441 î.Hr. | 440 î.Hr.
Evenimente